# Berga, Närpes kommun
Berga är både en by och en gårdsgrupp i Närpes-delen av den tidigare kommunen Pörtom, Österbotten, Västra Finlands län . Berga glasbruk fanns på denna plats.